# Koblenz (Argovia)
Koblenz es una comuna suiza del cantón de Argovia, situada en el distrito de Zurzach, junto a la desembocadura del río Aar en el Rin. Limita al oeste con Leuggern, al sur con Klingnau, al este con Rietheim y al norte con Alemania.